# Antonio Baldi (cantante)
Antonio Baldi (fl. 1710-1735) è stato un cantante castrato italiano.

## Biografia
Poco è noto della vita di Baldi prima del debutto sulle scene, ma stando a Winton Dean era originario di Cortona. Fece il suo esordio a Foligno nel 1710 ne La costanza in amore vince l'inganno di Antonio Caldara. Dal 1714 al 1716 cantò in alcune opere a Palermo, apparendo spesso in ruoli di secundo uomo.
Nel 1722 fece il suo debutto a Venezia, seguito l'anno successivo dall'esordio a Genova e Milano. Dal 1725 al 1728 cantò a Londra con la Royal Academy of Music. Cantò nelle prime di diverse opere di Georg Friedrich Händel, interpretando il protagonista in Scipione, Tassile in Alessandro, Trasimede in Admeto, Oronte in Riccardo Primo, Medarse in Siroe ed Alessandro in Tolomeo. Cantò inoltre come Bertarido in una nuova messa in scena di Rodelinda e altri ruoli secondari in Floridante (1727) e Radamisto (1728).
Tornato in Italia nel 1728, cantò nuovamente a Venezia (1729), Genova (1730), Firenze, Torino e Roma (1731). Tra il 1733 al 1735 cantò frequentemente al Teatro San Giovanni Grisostomo di Venezia, apparendo, tra gli altri, accanto a Farinelli e Caffarelli nella Merope di Giacomelli. Dopo il 1735 si perdono le sue tracce.